# Моргун Федір Трохимович
Моргу́н Фе́дір Трохи́мович (9 травня 1924, с. Новоолександрівка, нині Покровського району Донецької області — 7 липня 2008, м. Київ) — радянський і український учений-аграрій, економіст, письменник і публіцист, 1-й секретар Полтавського обласного комітету КПУ, перший голова Державного комітету СРСР з охорони природи, Герой Соціалістичної Праці (24.12.1976). Кандидат у члени ЦК КПРС в 1976 р. Член ЦК КПРС у 1976—1990 р. Член ЦК КПУ в 1976—1990 р. Депутат Верховної Ради СРСР 8—11-го скликань. Доктор сільськогосподарських наук. Академік Української академії аграрних наук.

## Біографія
Народився в селянській родині на хуторі Ново-Олександрівському Гришинського району Донецької губернії (нині село Новоолександрівка Покровського району Донецької області).
1943 року призваний до лав Червоної армії. Учасник німецько-радянської війни. Мінометник. Був тричі поранений. Війну закінчив у травні 1945 року в Чехословаччині.
У 1949 році закінчив з відзнакою Дніпропетровський сільськогосподарський інститут, за фахом агроном.
З 1949 по 1954 рік працював на Полтавщині — спочатку був помічником керуючого Райківського відділення Орхівського цукрозаводу Лубенського району, потім керуючим Райківського відділення, агрономом Глобинського радгоспу, директором Красенівського цукрорадгоспу Чорнобаївського району, головним агрономом Полтавського цукрового тресту.
Член КПРС з 1952 року.
З 1954 по 1959 рік працював директором радгоспу на цілині в Кокчетавській області Казахстану.
З 1959 по 1961 рік — 1-й секретар Ленінградського районного комітету КП Казахстану Кокчетавської області. З 1961 року — начальник Кокчетавського обласного управління заготівель Казахської РСР.
З 1962 року — 1-й заступник голови виконавчого комітету Павлодарської обласної Ради депутатів трудящих, з січня 1963 року — 2-й секретар Павлодарського сільського обласного комітету Комуністичної партії Казахстану.
З грудня 1964 року — 1-й заступник голови виконавчого комітету Цілинної крайової Ради депутатів трудящих — начальник Цілинного крайового управління сільського господарства в місті Цілиноград (нині столиця Казахстану Нур-Султан).
З 1965 року — інструктор та завідувач сектору сільськогосподарського відділу ЦК КПРС по Західному Сибіру, Алтайському краю і Забайкаллю.
З 24 жовтня 1969 по 5 березня 1973 року — 1-й заступник голови Ради міністрів Киргизької РСР.
У 1973 році — інспектор Центрального комітету Комуністичної партії України.
З 26 січня 1973 року по 2 квітня 1988 року — 1-й секретар Полтавського обласного комітету Комуністичної партії України. Пропагував і впроваджував прогресивний ґрунтозахисний спосіб безвідвальної обробки сільськогосподарських земель. За його ініціативи із Казахстану на Полтавщину було завезено понад 10 тисяч безвідвальних знарядь (плоскорізів, голчастих борін, протиерозійних культиваторів тощо), на заводі «Одесаґрунтомаш», на підприємствах Міністерства внутрішніх справ було налагоджене виробництво плоскорізів. Ґрунтозахисну обробку було впроваджено практично на всій площі ріллі Полтавської області. Безвідвальна обробка ґрунту дала чималий протиерозійний ефект.
Федору Трохимовичу приписують слова однієї з версій народної пісні «Як піду ж я понад лугом»:
|  | Не піду я понад лугом, де мій батько оре плугом, А піду ж я понад лісом, де мій милий з плоскорізом… |

Указом Президії Верховної Ради СРСР від 24 грудня 1976 року «за видатні успіхи, досягнуті у Всесоюзному соціалістичному змаганні, проявлену трудову доблесть у виконанні плану і соціалістичних зобов'язань зі збільшення виробництва і продажу державі сільськогосподарських продуктів» Моргуну Федору Трохимовичу присвоєно звання Героя Соціалістичної праці з врученням ордена Леніна і золотої медалі «Серп і молот».
11 березня 1988 року призначений головою вперше організованого в СРСР Державного комітету з охорони природи. Виступив із критикою прийнятої Політбюро ЦК КПРС і Радою Міністрів СРСР програми будівництва економічно витратних і екологічно шкідливих заводів з виробництва штучного кормового білку з парафінів нафти, наполягав на розв'язанні білкової проблеми за рахунок вирощування гороху, сої, ріпака, соняшнику та кормів з бобових і багаторічних трав. 7 червня 1989 року звільнений на пенсію. З липня 1989 року — персональний пенсіонер союзного значення.
У 1971 році захистив кандидатську дисертацію з сільськогосподарських наук. Потім, у 1995 році — у Тимірязєвській сільськогосподарській академії (Москва) докторську дисертацію, присвячену впровадженню ґрунтозахисного землеробства на Полтавщині. Був академіком Української академії аграрних наук.
У 1995–2001роках — радник голови адміністрації Білгородської області Росії. З 2001 року — радник голови Полтавської обласної державної адміністрації з сільськогосподарських питань. У 2007 році брав участь у позачергових парламентських виборах за списком блоку «Всеукраїнська громада»
Помер 7 липня 2008 року в Київській лікарні швидкої допомоги від наслідків травми, отриманої в автомобільній аварії. Похований у Полтаві на Новоміському кладовищі.

## Літературна творчість
Федір Трохимович був членом спілки письменників України. Автор понад 80 книг, активно займався публіцистикою. Творчість можна умовно поділити на два етапи: перший — це твори господарської спрямованості, написані у часи активної діяльності в Україні та в інших республіках Радянського Союзу, другий — твори часів незалежної Української держави з початку 90-х років минулого століття. У цей період публіцистика письменника була спрямована на осмисленню процесу становлення нашої держави, з'ясування і переосмислення здобутків і втрат українського народу протягом попередніх століть з позицій оновленої української свідомості. Федір Трохимович так оцінював своє письменницьке публіцистичне завдання: «Моя мета — показати, як працювали, до чого прагнули мої ровесники, чого добивалися, де помилялися і ким були обдурені і зраджені. А покоління моє — і щасливе, і обдурене, і зраджене одночасно».

### Найвідоміші твори
1968 — 1984 роки
«Думы о целине» (1968, 1969), «Хлеб и люди» (1973, 1975, 1979), «На землі — господарем»(1976), «Обработка почвы и урожай» (1977, 1981), «Расскажи, поле…» (1981, 1983), «Поле без плуга» (1981, 1982, 1984). Книги «Думи про цілину», «Хліб і люди» перекладалися на українську, казахську, узбецьку, азербайджанську, вірменську та інші мови, мали декілька перевидань. Незважаючи на перевидання і переклади ці книги стали бібліографічною рідкістю.
1994 — 2008 роки
«Безсмертна душа України. Задовго до салютів: Правда про генерала Кирпоноса» (1994, 1995, 1996), «Перепаханные поколения» (1998, 1999, 2001), «Селянин — Світова Душа» (1998–1999), «Прокляття війні» (2001–2004), «Куди йдеш, Україно?» (2003), «Керівники держав, не бійтеся бути святими» (2003), «Плугом по… долях дітей» (2003), «Сталінсько-гітлерівський геноцид українського народу: факти і наслідки» (2007) та інші. Письменник Микола Костенко називав Федора Моргуна «пророком своєї Батьківщини», «справжнім Батьком українського села», «другом і порадником кожного, хто бере участь у розбудові демократичної України».

## Нагороди, пам'ять
Ордени СРСР
- Золота медаль «Серп і молот» Героя Соціалістичної Праці
- Чотири ордени Леніна
- Два ордени Вітчизняної війни 1 ступеня
- Три ордени Трудового Червоного Прапора

Ордени України
- Орден князя Ярослава Мудрого V ступеня

Суспільні нагороди
- Орден Св. Миколая Чудотворця (УПЦ КП)

2001 року в Полтаві ім'ям Федора Моргуна названа вулиця в Київському районі міста (в 2023 році їй повернули історичну назву — вулиця Кірхова).